# Lasse Schöne
Lasse Schöne (* 27. května 1986, Glostrup, Dánsko) je bývalý dánský fotbalový záložník.

## Reprezentační kariéra
Schöne nastupoval za dánské mládežnické reprezentační výběry U16, U17, U18 a U21.
V A-týmu Dánska debutoval 12. 8. 2009 v přátelském utkání v Brøndby proti Chile (porážka 1:2). Při své premiéře vstřelil gól.

Zúčastnil se EURA 2012 v Polsku a na Ukrajině.